# 三間雅文
三間雅文（1962年5月20日—），日本音響監督，出身於東京都。Techno Sound代表。

## 參加作品
未特別標注為音響監督。

### 電視動畫
1989年
- 印地安小子

1991年
1992年
- 阿強加油
- 餓狼傳說

1993年
- 城市風雲兒
- 餓狼傳說2

1994年
- 足球小將

1995年
- 愛天使傳說

1996年
1997年
- 神奇寶貝
- 爆笑吸血鬼 99
- MAZE☆爆熱時空

1998年
- 頭文字D
- 百變小櫻
- 生化體
- 時空偵探
- 星方武俠

1999年
- 頭文字D Second Stage
- 星方天使
- 宇宙戰艦山本洋子
- 地球防御企业

2000年
- 第一神拳
- 女神候補生

2001年
- 學園戰記無量
- 魂狩
- 通靈王
- 地球少女Arjuna
- 永恆傳奇（與聯名）
- 魔法戰士李維

2002年
- 青出於藍（與聯名）
- Chobits
- 神奇寶貝超世代
- 週刊神奇寶貝放送局

2003年
- 宇宙星路
- GAD GUARD（與聯名）
- 高機動幻想GPM～嶄新之行軍歌～
- SPACE PIRATE CAPTAIN HERLOCK
- 灌籃少年
- 鋼之鍊金術師
- 第一神拳
- 人間交差點

2004年
- 頭文字D Fourth Stage
- 怪俠佐羅利
- 蒼穹之戰神
- 舞-HiME
- 妄想代理人

2005年
- IGPX
- 草莓100%
- 蒼穹之戰神－Right of Left
- 創聖的亞庫艾里翁
- 天國之吻
- 黑貓
- 舞-乙HiME
- LOVELESS（與宮村優子聯名）

2006年
- 獸爪（音響監修）
- 黑街聖徒
- 獸王星
- 天保異聞 妖奇士
- NANA
- 神奇寶貝鑽石&珍珠
- 甦醒的天空 -援救之翼-

2007年
- 大江戶火箭
- 機動戰士GUNDAM 00
- 新機械巨神（與中嶋聰彥聯名）
- 惡魔獵人系列
- 神奇寶貝不可思議的迷宮 時間探險隊 黑暗探險隊
- 魔人偵探腦嚙涅羅
- 意外
- REIDEEN
- 灣岸競速

2011年
- UN-GO
- 閃電十一人GO（與中嶋聰彥聯名）
- IS〈Infinite Stratos〉（與中嶋聰彥聯）
- 金鋼狼
- X-MEN（與中嶋聰彥聯名）
- 罪惡王冠
- 紙箱戰機
- 花牌情緣
- 未來都市NO.6

2012年
- 創聖的亞庫艾里翁EVOL
- 閃電十一人GO 時空之石（與中嶋聰彥聯名）
- 頭文字D Fifth Stage
- 影子籃球員
- 紙箱戰機W
- 謎樣女友X
- 神奇寶貝超級願望2・Season 2 Episode N

2013年
- 閃電十一人 銀河（與中嶋聰彥聯名）
- 革命機Valvrave
- 革命機Valvrave II
- GUNDAM創戰者
- 影子籃球員（第2季）
- 進擊的巨人
- 紙箱戰機WARS
- 花牌情緣2
- 第一神拳 Rising
- 神奇寶貝XY
- 神奇寶貝 THE ORIGIN

2014年
- 妖怪手錶
- 棺姬嘉依卡

2015年
- 黑子的籃球 第3季
- 潮與虎

2016年
- 超時空要塞Δ

### OVA
- 潮與虎

### CD書
- 電影少女 -VIDEO GIRL AI-（演出）

## 註解
1. ↑  《日本音声製作者名鑑2007》，294頁，小學館，2007年，ISBN 978-4095263021
2. ↑  .   [2012-05-15]. （原始内容存档于2012-01-19） （日语）.
3. ↑  .   [2016-02-15]. （原始内容存档于2016-03-04） （日语）.

## 外部連結
- 代表プロフィール｜有限会社テクノサウンド（日語）
- 音響監督の音勘｜有限会社テクノサウンド（日語）
- 三間雅文的X（前Twitter）（日語）